# Lourenço da Silva, 7.º Senhor de Vagos
Lourenço da Silva (???? – Alcácer Quibir, 4 de agosto de 1578), 7.º senhor de Vagos, alcaide-mór de Lagos, comendador da Messejana na Ordem de São Tiago e regedor da Casa da Suplicação, por direito de primogenitura, como seus avós.
Jorge da Silva, seu tio, disputou-lhe o cargo de regedor n'uma longa demanda, por entender que o falecimento do pae, antes do avô, lhe dava a ele, Jorge, a preferência, por ser filho de João da Silva. Lourenço venceu, porém, o pleito, já no reinado de D. Sebastião, e provou pelo acerto e inteireza do seu proceder, que era digno das elevadas funções, tradicionais na sua família.
Lourenço fundou na vila de Messejana um Convento de Nossa Senhora da Piedade, da Ordem de S. Francisco, província dos Algarves. Esteve na fatal jornada da África e caiu morto na Batalha de Alcácer Quibir ao lado de El-Rei D. Sebastião, defendendo-o.
António Pinto, que esteve a secretariar Luís Gomes da Silva na embaixada em Roma, escreveu-lhe uns elogiosos versos.

## Dados genealógicos
Filho primogénito de Diogo da Silva (1511-1556), herdou a casa de Vagos era 1557, de seu avô João da Silva (3.° do nome), VI Senhor de Vagos, que sobreviveu a seu pai. Antes já possuía a alcaidaria-môr e a comenda infra citada.
Casou com D. Inês de Castro, filha de João de Meneses, Alcaide-mor de Albufeira, senhor de Tarouca, e de D. Luísa de Castro (c. 1525), filha dos 3º Condes de Monsanto.
Seus filhos foram ;
- Diogo da Silva, 8.º Senhor de Vagos e regedor das Justiças;

- Luiz da Silva, morto em Cunhale;

- Ayres da Silva, que morreu servindo na Índia;

- Pedro da Silva, 1.º conde de São Lourenço, regedor das Justiças, governador e capitão general do Brasil, casado com D. Luísa da Silva Pereira, filha de Fernão da Silva, alcaide-mor de Silves, e de D. Madalena de Lima. Tendo como geração uma filha;

- Jorge da Silva, cativo na batalha de Alcácer, falecendo depois em África;

- Frey João da Silva, frade carmelita da Observância;

- D. Leonor da Silva, casada com Diogo Henriques de Gusmão, seu primo, e irmão do 7.º conde de Alba de Liste.